# Fermata

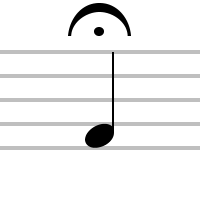
Fermata nad ćwierćnutą

Fermata, korona (z wł. fermare - zatrzymać) – element notacji muzycznej oznaczający przedłużenie  wartości nuty lub pauzy, do której odnosi się ów znak, przy czym czas przedłużenia nie jest z góry określony i zależy od interpretacji wykonawcy. Niekiedy kompozytor doprecyzowuje sposób przedłużenia stosując obok fermaty słowa lunga (długa) albo corta, breve (krótka).
W notacji, fermata jest umiejscawiana nad pięciolinią nad nutą / pauzą, której dotyczy. W przypadku notacji wielogłosowej na jednej pięciolinii, fermata dla dolnego głosu jest umieszczana pod nutą pod pięciolinią. Fermata umieszczona pomiędzy dwiema nutami oznacza przedłużenie wartości nuty poprzedzającej i następnej. Fermata umieszczona nad kreską taktową oznacza przerwę (pauzę) o długości zależnej od wykonawcy.